# Bill Dickey
William Malcolm „Bill“ Dickey (* 6. Juni 1907 in Bastrop, Louisiana; † 12. November 1993 in Little Rock, Arkansas) war ein US-amerikanischer Baseballspieler in der Major League Baseball (MLB).

## Biografie
Bill Dickey bestritt seine ganze Karriere bei den New York Yankees und ist einer der berühmtesten Catcher in der Geschichte der Major League. Sein erstes Spiel für die Yankees bestritt er am 15. August 1928, ab der Saison 1929 war er Stammspieler. Sieben World-Series-Titel, acht Meisterschaften in der American League sowie elf Berufungen als All Star standen am Ende seiner Karriere zu Buche.
Im Jahr 1946 war er auch als Manager seiner Yankees tätig. Später war er im Trainerteam der Yankees beschäftigt, hier trug er dann bis 1960 die Rückennummer 33, da Yogi Berra mit seiner Nummer 8 spielte. 1954 wurde er in die Baseball Hall of Fame gewählt. 1972 pensionierten die Yankees die Rückennummer 8 zu Ehren von Dickey und Berra.
Auch zwei Auftritte in Hollywood-Filmen hatte Dickey. In den Filmen Der große Wurf (mit Gary Cooper) und The Stratton Story (mit James Stewart) spielte er jeweils sich selbst.